# Lijst van voetbalinterlands Estland - Indonesië
Deze lijst van voetbalinterlands is een overzicht van alle officiële voetbalwedstrijden tussen de nationale teams van Estland en Indonesië. De landen speelden tot op heden een keer tegen elkaar: een vriendschappelijke wedstrijd op 16 november 1996 in Celle Ligure (Italië).

## Wedstrijden
| № | Plaats       | Datum            | Competitie        | Wedstrijd           | Uitslag |
| - | ------------ | ---------------- | ----------------- | ------------------- | ------- |
| 1 | Celle Ligure | 16 november 1996 | Vriendschappelijk | Estland – Indonesië | 3 – 0   |

## Samenvatting
| Competitie        | Totaal gespeeld | Winst Estland | Gelijk | Winst Indonesië | Doelsaldo Estland – Indonesië |
| ----------------- | --------------- | ------------- | ------ | --------------- | ----------------------------- |
| Vriendschappelijk | 1               | 1             | 0      | 0               | 3 − 0                         |
| Totaal            | 1               | 1             | 0      | 0               | 3 − 0                         |

Wedstrijden bepaald door strafschoppen worden, in lijn met de FIFA, als een gelijkspel gerekend.

## Details

### Eerste ontmoeting
| Vriendschappelijk (Celle Ligure, Italië, 16 november 1996):                                                                                          |              |            |
| Estland | 3 – 0        | Indonesië  |
| Indrek Zelinski 6' Indrek Zelinski 45' Indrek Zelinski 71'                                                                                           | goals        |            |
| Teitur Þórðarson | bondscoach   | Danurwindo |
| Mart Poom Urmas Kirs Gert Olesk Raivo Nõmmik Urmas Rooba Janek Meet 87' Meelis Rooba 63' Marko Kristal Martin Reim Viktor Alonen 87' Indrek Zelinski | opstellingen |            |
| Mati Pari 63' Vahur Vahtramäe 87' Liivo Leetma 87'                                                                                                   | wissels      |            |
| Urmas Kirs ??' | gele kaarten |            |

EJL · A-internationals · Bondscoaches · Statistieken · Estisch vrouwenelftal · Olympisch elftal · Estland U21 · Estland U20 · Estland U19 · Estland U18 · Estland U17 · Estland U16
1920 – 1929 ·
1930 – 1939 ·
1940 – 1949 ·
1950 – 1990 · 
1990 – 1999 ·
2000 – 2009 ·
2010 – 2019 ·
2020 − 2029
OS 1924
1920 ·
1921 ·
1922 ·
1923 ·
1924 ·
1925 ·
1926 ·
1927 ·
1928 ·
1929 · 
1930 · 
1931 · 
1932 · 
1933 · 
1934 · 
1935 · 
1936 · 
1937 · 
1938 · 
1939 · 
1940 · 
1941 · 
1942 · 
1943 · 1944 · 
1945 · 
1946 · 
1947 · 
1948 · 
1949 · 
1950 – 1990 · 
1991 · 
1992 · 
1993 · 
1994 · 
1995 · 
1996 · 
1997 · 
1998 · 
1999 · 
2000 · 
2001 · 
2002 · 
2003 · 
2004 · 
2005 · 
2006 · 
2007 · 
2008 · 
2009 · 
2010 · 
2011 · 
2012 · 
2013 · 
2014 · 
2015 · 
2016 ·
2017 ·
2018 ·
2019 ·
2020
Albanië ·
Andorra ·
Angola ·
Antigua en Barbuda ·
Argentinië ·
Armenië ·
Azerbeidzjan ·
België ·
Bosnië-Herzegovina ·
Brazilië ·
Bulgarije ·
Canada ·
Chili ·
China ·
Cyprus ·
Denemarken ·
Duitsland ·
Ecuador ·
Egypte ·
El Salvador ·
Engeland ·
Equatoriaal-Guinea ·
Faeröer ·
Fiji ·
Filipijnen ·
Finland ·
Frankrijk ·
Georgië · 
Gibraltar ·
Griekenland ·
Hongarije ·
Hongkong ·
Ierland ·
IJsland ·
Indonesië ·
Irak ·
Israël ·
Italië ·
Jordanië ·
Kazachstan ·
Kirgizië ·
Kroatië ·
Letland ·
Libanon ·
Liechtenstein ·
Litouwen ·
Luxemburg ·
Malta ·
Marokko ·
Mexico ·
Moldavië ·
Montenegro ·
Nederland ·
Nieuw-Caledonië ·
Nieuw-Zeeland ·
Noord-Ierland ·
Noord-Macedonië ·
Noorwegen ·
Oekraïne ·
Oezbekistan ·
Oman ·
Oostenrijk ·
Polen ·
Portugal ·
Qatar ·
Roemenië ·
Rusland ·
Saint Kitts en Nevis ·
San Marino ·
Saoedi-Arabië ·
Schotland ·
Servië ·
Slovenië ·
Slowakije · 
Spanje ·
Tadzjikistan ·
Thailand ·
Trinidad en Tobago ·
Tsjechië ·
Turkije ·
Turkmenistan ·
Uruguay ·
Vanuatu ·
Venezuela ·
Verenigde Arabische Emiraten ·
Verenigde Staten ·
Vietnam ·
Wales ·
Wit-Rusland ·
Zweden ·
Zwitserland
PSSI · 
Indonesisch vrouwenelftal
WK 1938
OS 1956
Afghanistan ·
Andorra ·
Argentinië ·
Australië ·
Bahrein ·
Bangladesh ·
Bhutan ·
Bosnië en Herzegovina ·
Brunei ·
Bulgarije ·
Burundi ·
Cambodja ·
Canada ·
China ·
Cuba ·
Curaçao ·
DDR ·
Denemarken ·
Dominicaanse Republiek ·
Egypte ·
Estland ·
Fiji ·
Filipijnen ·
Ghana ·
Guinee ·
Guyana ·
Hongarije ·
Hongkong ·
India ·
Irak ·
Iran ·
Jamaica ·
Japan ·
Jemen ·
Joegoslavië ·
Jordanië ·
Kameroen ·
Kenia ·
Kirgizië ·
Koeweit ·
Kroatië ·
Laos ·
Liberia ·
Libië ·
Liechtenstein ·
Litouwen ·
Malediven ·
Maleisië ·
Malta ·
Marokko ·
Mauritius ·
Moldavië ·
Myanmar ·
Nederland ·
Nepal ·
Nieuw-Zeeland ·
Nigeria ·
Noord-Korea ·
Oezbekistan ·
Oman ·
Oost-Timor ·
Pakistan ·
Palestina ·
Papoea-Nieuw-Guinea ·
Paraguay ·
Puerto Rico ·
Qatar ·
Saoedi-Arabië ·
Senegal ·
Singapore ·
Sri Lanka ·
Syrië ·
Taiwan ·
Tanzania ·
Thailand ·
Turkmenistan ·
Uruguay ·
Vanuatu ·
Verenigde Arabische Emiraten ·
Vietnam ·
Zimbabwe ·
Zuid-Jemen ·
Zuid-Korea ·
Zuid-Vietnam